# Louis Hippolyte Hupé
Louis Hippolyte Hupé (Parigi, 14 marzo 1819 – Parigi, 22 febbraio 1867) è stato un paleontologo e naturalista francese.
Nel novembre del 1860 Hupé terminò l'inventario della collezione paleontologica degli invertebrati fossili di Alcide d'Orbigny, che era deceduto nel 1857. 
Collaborò poi con Félix Dujardin nella redazione di testi per la Collana delle Suites à Buffon, dell'editore Roret di Parigi, con opere sugli echinodermi, (1862). Dopo la scomparsa di Dujardin, Hupé terminò i lavori.
La sua opera più importante è la parte malacologica del viaggio di Francis de Castelnau: "Spedizione nelle zone centrali dell'America del Sud: da Rio de Janeiro a Lima e da Lima sino al Parana" (1850).
Il 22 febbraio 1867, mentre era ancora aiuto-naturalista al Museo nazionale di Storia naturale di Parigi, Hupé, dopo una lunga malattia, si spense.
Era membro della Società filomatica di Parigi (Société philomatique de Paris).
| Controllo di autorità | VIAF (EN) 15157529 · ISNI (EN) 0000 0000 6312 4394 · BNF (FR) cb18041113z (data) |